# Panna Udvardy
Panna Udvardy (* 28. September 1998 in Balatonboglár) ist eine ungarische Tennisspielerin.

## Karriere
Udvardy begann mit fünf Jahren das Tennisspielen und bevorzugt Hartplätze. Ihre größten Erfolge als Juniorin waren der Triumph beim Bana Bowl 2016 sowie der Sieg in der Doppelkonkurrenz der Porto Alegre Junior Championships an der Seite von Dajana Jastremska. Im selben Jahr konnte sie mit Jodie Anna Burrage zusammen auch den Titel bei den Nike Junior International Roehampton erringen und kletterte daraufhin in der Juniorinnen-Weltrangliste bis auf Position 15. Im selben Jahr gab Udvardy auch ihr Debüt auf dem ITF Women’s Circuit, auf dem sie bislang zwölf Einzel- und neun Doppeltitel gewann, und startete in Bukarest erstmals in der Qualifikation zu einem WTA-Turnier, nachdem sie von den Organisatoren eine Wildcard erhalten hatte, verlor dort aber bereits in der ersten Runde.
2018 nahm Udvardy, ebenfalls mit einer Wildcard ausgestattet, beim WTA-Turnier in Budapest erstmals an einem WTA-Hauptfeld teil, scheiterte aber schon zum Auftakt. Nach mehreren Jahren der Stagnation, siegte Udvardy im Frühjahr 2021 bei zwei ITF-Turnieren der $25.000-Kategorie und erlangte damit die Startberechtigung für ihre erste Qualifikation zu einem Grand-Slam-Turnier in Wimbledon, wo sie in der zweiten Runde ausschied. In Budapest holte sie gegen Mayar Sherif ihren ersten Sieg im Hauptfeld eines WTA-Turniers und kam bis ins Viertelfinale. Durch einen starken Saisonendspurt mit drei weiteren ITF-Titeln, darunter ihrem bis dahin größten bei einem Turnier der $60.000-Kategorie in Brasília, dem Einzug ins Halbfinale des WTA Challengers in Buenos Aires sowie der Finalteilnahme beim WTA Challenger in Montevideo, wo sie sich lediglich Diane Parry geschlagen geben musste, gelang ihr zum Saisonabschluss der Sprung unter die besten 100 der Weltrangliste.
Aufgrund dessen qualifizierte sich Udvardy nach zuvor zwei gescheiterten Anläufen erstmals direkt für die Hauptrunde eines Grand-Slam-Turniers. In der ersten Runde der Australian Open 2022 war sie gegen Wiktoryja Asaranka jedoch chancenlos unterlegen. Die Woche davor hatte sie an der Seite von Vivian Heisen im Doppel auf sich aufmerksam gemacht, als sie in Sydney ihr erstes WTA-Finale erreichte. Im Endspiel verlorenh die beiden gegen Anna Danilina und Beatriz Haddad Maia.

## Turniersiege

### Einzel
| Nr. | Datum              | Turnier        | Kategorie      | Belag        | Finalgegnerin    | Ergebnis       |
| --- | ------------------ | -------------- | -------------- | ------------ | ---------------- | -------------- |
| 1.  | 24. Dezember 2016  | Casablanca     | ITF $10.000    | Sand         | Eleni Kordolaimi | 6:4, 7:63      |
| 2.  | 16. April 2017     | Hammamet       | ITF $15.000    | Sand         | Audrey Albie     | 1:6, 6:4, 6:3  |
| 3.  | 20. Mai 2017       | Oeiras         | ITF $15.000    | Sand         | Gaia Sanesi      | 6:75, 7:5, 6:4 |
| 4.  | 17. September 2017 | Székesfehérvár | ITF $15.000    | Sand         | Réka Luca Jani   | 7:5, 6:3       |
| 5.  | 9. Mai 2021        | Naples         | ITF W25        | Sand         | Irina Fetecău    | 6:0, 6:3       |
| 6.  | 23. Mai 2021       | Pelham         | ITF W25        | Sand         | Jamie Loeb       | 65:7, 6:4, 6:3 |
| 7.  | 12. September 2021 | Frýdek-Místek  | ITF W25        | Sand         | Sopia Schapatawa | 6:2, 6:1       |
| 8.  | 24. Oktober 2021   | Rio do Sul     | ITF W25        | Sand         | Daniela Seguel   | 6:1, 6:0       |
| 9.  | 28. November 2021  | Brasília       | ITF W60        | Sand (Halle) | Elina Awanessjan | 0:6, 6:4, 6:3  |
| 10. | 30. Juli 2022      | Cordenons      | ITF W60        | Sand         | Elina Awanessjan | 6:2, 6:0       |
| 11. | 6. November 2022   | Barranquilla   | ITF W60        | Hartplatz    | Tímea Babos      | 4:6, 6:2, 6:2  |
| 12. | 20. November 2022  | Buenos Aires   | WTA Challenger | Sand         | Danka Kovinić    | 6:4, 6:1       |
| 13. | 21. Juni 2025      | Blois          | ITF W75        | Sand         | Julie Belgraver  | 7:5, 6:3       |

### Doppel
| Nr. | Datum              | Turnier      | Kategorie      | Belag | Partnerin           | Finalgegnerinnen                               | Ergebnis          |
| --- | ------------------ | ------------ | -------------- | ----- | ------------------- | ---------------------------------------------- | ----------------- |
| 1.  | 29. September 2016 | Melilla      | ITF $10.000    | Sand  | Mariana Dražić      | Marianna Natali Lisa Ponomar                   | 6:1, 2:0 Aufgabe  |
| 2.  | 15. April 2017     | Hammamet     | ITF $15.000    | Sand  | Maia Lumsden        | Fernanda Brito Fanny Östlund                   | 6:4, 5:7, [10:4]  |
| 3.  | 6. Mai 2017        | Győr         | ITF $15.000    | Sand  | Mira Antonitsch     | Tamara Čurović Wang Xinyu                      | 6:1, 6:2          |
| 4.  | 11. Mai 2018       | Kaposvár     | ITF $15.000    | Sand  | Anna Bondár         | Julija Lysa Marija Marfutina                   | 7:66, 6:1         |
| 5.  | 14. September 2019 | St. Pölten   | ITF $25.000    | Sand  | Irina Fetecău       | Anna Bondár Réka Luca Jani                     | 7:60, 0:6, [11:9] |
| 6.  | 25. Januar 2020    | Vero Beach   | ITF $25.000    | Sand  | Hsu Chieh-yu        | Irene Burillo Escorihuela Andrea Lázaro García | 7:5, 4:6, [10:7]  |
| 7.  | 27. März 2021      | Buenos Aires | ITF $25.000    | Sand  | Amina Anschba       | Valentini Grammatikopoulou Richèl Hogenkamp    | 7:5, 6:2          |
| 8.  | 11. April 2021     | Córdoba      | ITF $25.000    | Sand  | Amina Anschba       | Bárbara Gatica Rebeca Pereira                  | 6:3, 6:3          |
| 9.  | 8. Mai 2022        | Wiesbaden    | ITF W100       | Sand  | Amina Anschba       | Andrea Gámiz Eva Vedder                        | 6:2, 6:4          |
| 10. | 15. Mai 2022       | Karlsruhe    | WTA Challenger | Sand  | Mayar Sherif        | Jana Sisikowa Alison Van Uytvanck              | 5:7, 6:4, [10:2]  |
| 11. | 13. Juli 2023      | Båstad       | WTA Challenger | Sand  | Irina Chromatschowa | Eri Hozumi Jang Su-jeong                       | 4:6, 6:3,[10:5]   |
| 12. | 19. Juli 2025      | Iași         | WTA 250        | Sand  | Veronika Erjavec    | María Carlé Simona Waltert                     | 7:5, 6:3          |

## Abschneiden bei Grand-Slam-Turnieren

### Einzel
| Turnier         | 2021 | 2022 | 2023 | 2024 | 2025 | Karriere |
| --------------- | ---- | ---- | ---- | ---- | ---- | -------- |
| Australian Open | —    | 1    | 1    | Q1   | Q2   | 1        |
| French Open     | —    | 1    | 1    | 1    | Q2   | 1        |
| Wimbledon       | Q2   | 2    | 1    | 1    | Q3   | 2        |
| US Open         | Q1   | Q1   | 1    | —    |      | 1        |

Zeichenerklärung: S = Turniersieg; F, HF, VF, AF = Einzug ins Finale / Halbfinale / Viertelfinale / Achtelfinale; 1, 2, 3 = Ausscheiden in der 1. / 2. / 3. Hauptrunde; Q1, Q2, Q3 = Ausscheiden in der 1. / 2. / 3. Qualifikationsrunde; nicht ausgetragen